# Serhij Czujczenko
Serhij Ołeksandrowycz Czujczenko, ukr. Сергій Олександрович Чуйченко, ros. Сергей Александрович Чуйченко, Sergiej Aleksandrowicz Czujczenko (ur. 25 października 1968 w Charkowie) – ukraiński piłkarz, grający na pozycji napastnika, trener piłkarski.

## Kariera piłkarska

### Kariera klubowa
Na początku kariery piłkarskiej występował w drużynach Drużba Budionnowsk i APK Azow, skąd w sezonie 1993/94 roku przeszedł do Polihraftechniki Oleksandria. Kolejne dwa sezony zdobył tytuł króla strzelców Pierwszej Lihi. W 1995 został zaproszony do Dnipra Dniepropetrowsk, ale po 4 meczach powrócił do Polihraftechniki. W 1996 przeniósł się do Worskły Połtawa, w którym występował przez 3 lata. W 1999 na rok wyjechał do Rosji, gdzie bronił barw klubu Mietałłurg Lipieck. Po występach w Naftowyku Ochtyrka, latem 2000 powrócił do Polihraftechniki. W 2003 został piłkarzem Metalista Charków, w którym na początku zimy zakończył karierę piłkarską.

### Kariera trenerska
Po zakończeniu kariery zawodniczej na początku 2005 otrzymał propozycję pracy na stanowisku kierownika drużyny FK Charków.

## Sukcesy i odznaczenia

### Sukcesy klubowe
- brązowy medalista Mistrzostw Ukrainy: 1995, 1997
- brązowy medalista Pierwszej Lihi Ukrainy: 1994, 2001

### Sukcesy indywidualne
- 3. miejsce w klasyfikacji króla strzelców Mistrzostw Ukrainy: 1996/1997
- król strzelców Pierwszej Lihi Ukrainy: 1993/1994, 1994/1995, 1995/1996, 2000/2001